# Ljusnäbbad frötangara
Ljusnäbbad frötangara (Sporophila crassirostris) är en fågel i familjen tangaror inom ordningen tättingar.

## Utseende
Ljusnäbbad frötangara är en finkliknande fågel med mycket kraftig näbb, större än hos någon annan frötangara. Hanen är helsvart med en liten vit fläck på vingen och ljust vitaktig eller silverfärgad näbb. Honan är brun med mörknäbb. Arten är mycket lik den mycket lika men något större arten stornäbbad frötangara. De överlappar dock knappt i utbredning.

## Utbredning och systematik
Ljusnäbbad frötangara delas in i fyra underarter med följande utbredning:
- Sporophila crassirostris crassirostris – förekommer från östra Colombia österut till Venezuela, Guyana och norra Brasilien, söderut till nordöstra Peru
- Sporophila crassirostris occidentalis – förekommer från västra Colombia till sydvästra Ecuador

### Släktestillhörighet
Fågeln placerades tidigare i släktet Oryzoborus men DNA-studier visar att det släktet är inbäddat i Sporophila.

### Familjetillhörighet
Liksom andra finkliknande tangaror placerades denna art tidigare i familjen Emberizidae. Genetiska studier visar dock att den är en del av tangarorna.

## Levnadssätt
Ljusnäbbad frötangara är en ovanlig fågel i låglänta områden. Den ses huvudsakligen i snåriga eller gräsrika fält och våtmarker.

## Status och hot
Arten har ett stort utbredningsområde och tros öka i antal. Internationella naturvårdsunionen IUCN listar den därför som livskraftig (LC). Beståndet uppskattas till i storleksordningen 50 000 till en halv miljon vuxna individer.